# Bridel
Bridel är en ort i Luxemburg.   Den ligger i distriktet Luxemburg, i den centrala delen av landet, 6 kilometer nordväst om huvudstaden Luxemburg. Bridel ligger 353 meter över havet och antalet invånare är 2 404.
Terrängen runt Bridel är platt åt sydväst, men åt nordost är den kuperad.  Runt Bridel är det mycket tätbefolkat, med 1 135 invånare per kvadratkilometer.. Närmaste större samhälle är Luxemburg, 6,2 kilometer sydost om Bridel. 
I omgivningarna runt Bridel växer i huvudsak blandskog.